# Jean-François Clervoy
Jean-François Clervoy (Longeville-lès-Metz, 19 novembre 1958) è un astronauta francese.
Clervoy è sposato con Laurence Boulanger ed ha due figli. Ha seguito le scuole militari e completati gli studi è diventato un pilota collaudatore delle forze aeree francesi. Suo fratello gemello Patrick Clervoy è uno psichiatra militare.
È stato selezionato come astronauta dalla Francia nel 1985 ed ha seguito l'addestramento in Russia prima di entrare nel 1992 nel gruppo degli astronauti dell'ESA. Ha volato come specialista di missione nelle missioni del programma Space Shuttle STS-66 del 1994 ed STS-84 del 1997 diretta verso la stazione spaziale russa Mir. Nel 1999 ha volato con la missione STS-103 il cui obiettivo era la riparazione del telescopio spaziale Hubble.